# Tim River
Tim River är ett vattendrag i Kanada.   Det ligger i provinsen Ontario, i den sydöstra delen av landet, 240 km väster om huvudstaden Ottawa.
I omgivningarna runt Tim River växer i huvudsak blandskog. Trakten runt Tim River är nära nog obefolkad, med mindre än två invånare per kvadratkilometer.